# 神の仔羊 (スルバラン)

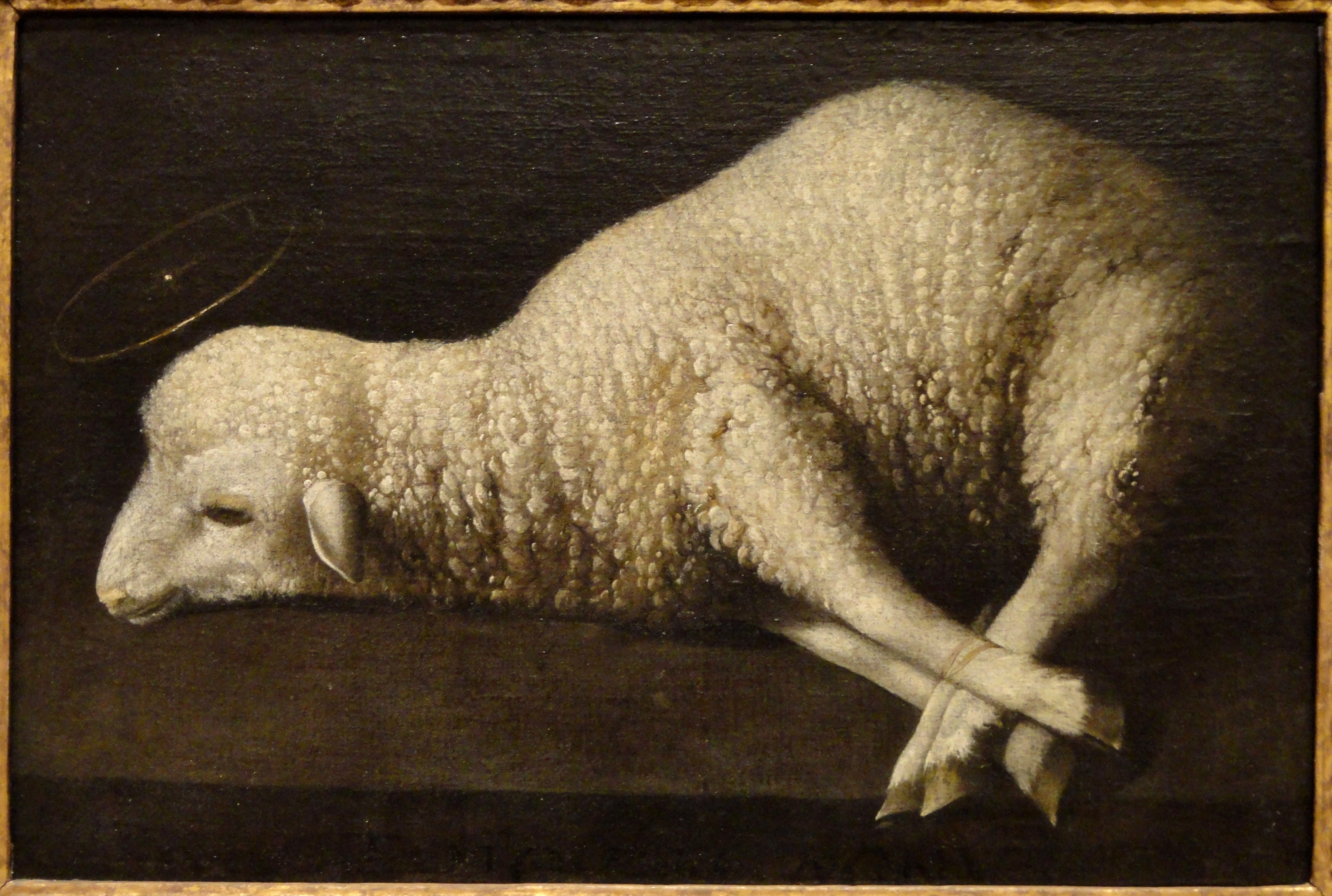
フランシスコ・デ・スルバラン『神の仔羊』、35.5 x 52 cm、1635-1640年、サン・ディエゴ美術館 (カリフォルニア州)

『神の仔羊』（かみのこひつじ、ラテン語：Agnus Dei ）は、スペインのバロック期の巨匠フランシスコ・デ・スルバランによって1635年から1640年の間に描かれた油彩画で、マドリードのプラド美術館に所蔵されている。 ほかにも同主題の作品が、サン・ディエゴ美術館、マドリードの王立サン・フェルナンド美術アカデミー、バルセロナとマドリードの個人コレクションに１点ずつ、そしてスイスにも収蔵されている。
「神の仔羊」は、洗礼者ヨハネがイエス・キリストを「世の罪を取り除く神の仔羊」と表現したヨハネによる福音書（ヨハネ1:29）に記録されているキリストの称号を示唆している。仔羊は犠牲の象徴であり、キリストの犠牲と重ね合わされる。
同じ主題の上述作品の中で、プラド美術館所蔵の本作は最も質が高い。必要最低限のモチーフとごく限られた色彩のみによる作品であるが、スルバランの傑出した写実的技法で強い光を浴びた仔羊が鮮烈に浮かび上り、仔羊の湿った鼻と目、汚れているが柔らかな毛などが質感豊かにリアルに描きだされている。同時に運命から逃れられない仔羊の寄る辺なさが強調されている。

## ドラマでの利用
絵画は、サラ・フェルプスによる英国放送協会 (BBC) のアガサ・クリスティー原作の５作、すなわち『そして誰もいなくなった』、『情婦』、『無実の者の試練』、『ABC殺人事件』、および『蒼ざめた馬』に登場する。絵画が繰り返し使用されたのは、有罪の人物を滅亡への道に導いた、その抑圧された性質を象徴するためであった。